# ترافيس سكوت
جاك بيرمون ويبستر الثاني (مواليد 30 أبريل 1991)، والمعروف باسمه المسرحي ترافيس سكوت (بالإنجليزية: Travis Scott)، (الذي كان يكتب سابقًا باسم Travi$ Scott)، هو مغني راب أمريكي. اسمه المسرحي هو الاسم نفسه لعمه المفضل جنبا إلى جنب مع الاسم الأول لأحد مُلهميه، كيد كودي (اسمه الحقيقي سكوت ميسكودي).
في عام 2012، وقع سكوت أول عقد رئيسي له مع إبيك ريكوردز، وصفقة نشر مع ”قود ميوزيك“ بواسطة كانييه ويست. في أبريل 2013، حيث وقع عقد تسجيل مع Grand Hustle T.I. أول مشروع كامل لسكوت، كان تسجيلًا مختلطًا تم إصدار أول مشروع كامل لسكوت، التسجيل المختلط Owl Pharoah، ذاتيا في عام 2013. تبع ذلك شريط مختلط ثان، أيام قبل Rodeo، في عام 2014. قاد ألبومه الأول،(Rodeo (2015، الذي حقق نجاحًا باهرًا، الأغنية المنفردة الناجحة "Antidote". أصبح ألبومه الثاني، Birds in the Trap Sing McKnight (2016)، أول ألبوم له يحل أولًا في ترتيب بيلبورد 200. في العام التالي، أصدر سكوت ألبوما تعاونيًا مع كوافو بعنوان ”Huncho Jack, Jack Huncho“ تحت مسمى الثنائية هونشو جاك.
في عام 2018، تم إصدار ألبومه المسجل الثالث، Astroworld، بإشادة من النقاد وأنتج أول أغنية فردية له في بيلبورد هوت 100، "Sicko Mode" (برفقة دريك). في أواخر عام 2019، أصدرت شركة تسجيل سكوت تسجيلات جاك ريكوردز الألبوم التجميعي JackBoys، الذي تصدر بيلبورد 200. بعد إصدار أغنيته المنفردة "Franchise" (التي تضم Young Thug وM.I.A.) في عام 2020، حيث أصبح ترافيس سكوت لأول مره أول فنان على هوت 100 يحصل على ثلاث أغنيات في المركز الأول في أقل من عام.
تم وصف أسلوب سكوت الموسيقي بأنه «طموح»؛ قال سكوت عن نفسه مره ”أنا لست بهيب هوب“. وصف صوت سكوت بأنه «مُظلم بلا هول، توفيقي، عالي الدقة، وقبل كل شيء غير طبيعي».

## الجدل والقضايا القانونية

### حوادث في الحفلات
شَهِدت حفلات سكوت عددًا من القضايا. أُدين سكوت في مهرجان لولابلوزا عام 2015، واُعتُقِل لسلوكه المشاغب بعد تحريض حاضري الحفلة على تجاهل الأمن، والاندفاع إلى المسرح.

### مهرجان أستروورلد
اكتسب سكوت سمعة سيئة بسبب الجدل والقضايا القانونية المتعلقة بالسلامة في حفلاته الموسيقية. في نوفمبر 2021، حدث سحق جماعي للجماهير خلال أداء سكوت في مهرجان Astroworld في مسقط رأسه هيوستن، تكساس، مما أسفر عن مقتل عشرة أشخاص وإصابة مئات آخرين.

## روابط خارجية
- ترافيس سكوت على موقع IMDb (الإنجليزية)
- ترافيس سكوت على موقع ميوزك برينز (الإنجليزية)
- ترافيس سكوت على موقع أول ميوزيك (الإنجليزية)
- ترافيس سكوت على موقع ديسكوغز (الإنجليزية)
- ترافيس سكوت على موقع ديسكوغز (الإنجليزية)
- ترافيس سكوت على موقع قاعدة بيانات الفيلم (الإنجليزية)